# Arne Hedgran
Gustaf Arne Hedgran, född 11 juli 1921 i Östra Torsås församling, Kronobergs län, död 5 oktober 2009 i Spånga församling, Stockholms län, var en svensk strålskyddsfysiker, generaldirektör och professor.

## Biografi
Hedgran disputerade 1952 i fysik vid dåvarande Nobelinstitutet med en avhandling om uppmätning av gammastrålning. Han uppmärksammades av den svenske strålskyddspionjären Rolf Sievert som genast knöt honom till sin radiofysiska institution, senare Statens strålskyddsinstitut (SSI).
Hedgran utvecklade med Bo Lindell principen för optimering av strålskydd samt policyn för det svenska reaktorstrålskyddet, innebärande begränsning av den kollektiva stråldosen från kärnkraftverk per producerad energimängd. Förslaget fick ett positivt mottagande även internationellt och användes i FN:s vetenskapliga strålningskommittés (UNSCEAR) rapporter från 1972.
Hedgran deltog som sakkunnig i Närförläggningsutredningen som undersökte möjligheten att förlägga kärnkraftverk nära tätorter och på så sätt möjliggöra elproduktion där spillvärme på ett ekonomiskt sätt kan tas till vara för fjärrvärmeändamål. Han uttalade till exempel i bilaga 3, "Diskussionsinlägg vid ångdag 1969" av slutbetänkandet en tydlig tveksamhet till förläggning av kärnkraftverk nära samhällen med stor befolkning, och gick därmed emot önskemål från industrin om sådan lokalisering. 
Hedgran och Lindell var ledamöter i 1979 års reaktorsäkerhetsutredning, som tillkom som en följd av Harrisburgolyckan. Utredningen föreslog ett antal åtgärder för att förbättra säkerheten hos svenska kärnkraftverk, bland annat installation av filtrerad tryckavlastning eller så kallade haverifilter, som de svenska reaktorerna senare under 1980-talet utrustades med. Hedgran var även ordförande i styrgruppen för forskningssamarbetet FILTRA som tog fram principlösningar för dessa anordningar.
Hedgran blev 1970 chef för DFA - delegationen för atomenergifrågor - och när denna 1974 omformades till myndigheten Statens Kärnkraftinspektion blev han dess förste generaldirektör fram till 1978. Han tillträdde sedan en personlig professur i kärnkraftssäkerhet vid KTH som han innehade fram till sin pensionering 1986. Han fortsatte att göra värdefulla insatser till exempel som ordförande för SKI:s forskningsnämnd 1986–1988, samt vid bildandet av Riskkollegiet.